# Danh sách trò lừa bịp liên quan đến UFO
Đây là danh sách trò lừa bịp liên quan đến nghiên cứu vật thể bay không xác định (UFO).

## Trò lừa bịp khinh khí cầu
- Vào ngày Cá tháng Tư năm 1897, hai người hay pha trò ở Omaha, Nebraska đã thả một quả bóng bay khí heli với một chiếc giỏ đan bằng liễu gai đang cháy lơ lửng bên dưới.[1]
- Ngày 17 tháng 4 năm 1897, tờ The Dallas Morning News đưa tin rằng vào buổi tối hôm trước, ba cậu bé đã bày trò chơi khăm về vụ nhìn thấy một chiếc khinh khí cầu bí ẩn bằng cách nhúng một miếng bông gòn vào dầu hỏa và buộc nó vào chân của một con kền kền tây. Khi con chim được thả ra, những người chứng kiến ánh sáng của nó đã hét lên "Nhìn kìa, đó là khinh khí cầu!" Trò lừa bịp bị phát hiện khi con chim đậu trên mái trường trung học địa phương và quả bóng bông đang cháy đã đốt cháy cả ngôi trường. Dù trò lừa bịp này bị phát hiện, các chàng trai vẫn coi đây là một thành công.[2]
- Theo lời kể của Alexander Hamilton ở Leroy, Kansas được cho là xảy ra vào khoảng ngày 19 tháng 4 năm 1897, và đăng trên tờ Yates Center Farmer’s Advocate ngày 23 tháng 4. Hamilton, con trai ông và một người thuê nhà đã chứng kiến một chiếc khinh khí cầu bay lơ lửng trên chuồng gia súc của mình. Khi kiểm tra kỹ hơn, các nhân chứng nhận ra rằng một “dây cáp” màu đỏ từ khinh khí cầu đã buộc một con bò cái tơ, nhưng cũng bị vướng vào hàng rào của chuồng. Sau khi cố gắng giải thoát con bò tơ không thành công, Hamilton bèn cắt bỏ một phần hàng rào, rồi "đứng yên ngạc nhiên khi nhìn thấy con tàu, con bò và tất cả từ từ trồi lên và cất cánh ra khơi. Phải nói rằng khá trùng hợp khi một vụ cắt xẻo gia súc được trình báo trong khi vụ việc chỉ bắt đầu vào năm 1967 qua chú ngựa Snippy. Làm thế nào tay nông dân tên Hamilton có thể biết điều đó? Bên cạnh đấy, có chưa đầy 48 giờ giữa vụ rơi UFO được cho là ở Aurora Texas vào năm 1897 và trò lừa bịp ở Kansas này. Đó có phải là một sự trùng hợp? Tin tức lan truyền nhanh nhưng không nhanh như vậy".[3]
- Wallace Tillinghast gây tiếng vang trong làn sóng nhìn thấy khinh khí cầu lạ vào năm 1909 khi tuyên bố rằng ông đã chế tạo một chiếc khinh khí cầu và bay lượn hơn một trăm lần trên khắp vùng Đông Bắc Hoa Kỳ.

## Trò lừa bịp về UFO bị rơi
Năm 1884, tờ Nebraska State Journal đăng hai bài báo lừa bịp về một UFO bị rơi ở Quận Dundy, Nebraska.

### Khám nghiệm tử thi người ngoài hành tinh
Bắt đầu từ năm 1993, Ray Santilli vừa là nạn nhân vừa là thủ phạm của một trò lừa bịp liên quan đến đoạn phim nhằm mục đích cho thấy cuộc khám nghiệm tử thi người ngoài hành tinh được tiến hành vào năm 1947 có liên quan đến biến cố UFO ở Roswell.Santilli đã bán đấu giá quyền phát sóng bộ phim đầu tiên, quyền này đã được Công ty Phát thanh Fox của Mỹ giành được và được giới thiệu trong chương trình Alien Autopsy: Fact or Fiction và sau đó là trong các chương trình khác.  Đoạn phim đã để lại một tác động sâu sắc trên khắp giới truyền thông, và các mạng lưới trên toàn thế giới đã phát đi những hình ảnh mô tả thứ dường như là một xác chết nằm trên giường. Về sau mới được tiết lộ là một trò lừa bịp. Dự án Mogul được trình bày như lời giải thích chính thức của vụ này. Nhà xã hội học người Pháp Pierre Lagrange giải thích quan điểm của ông về vụ việc:
Santilli ban đầu nói rằng anh ấy đã mua bộ phim từ Jack Barnett, một người Mỹ tuyên bố (mặc dù hóa ra không phải là) chỉ huy của quân đội Hoa Kỳ. Santilli đã đưa các đoạn phim cho các chuyên gia. Tuy nhiên, anh không đưa cho họ những bức ảnh mà họ đã chụp. Điều này là do các bức ảnh có chất lượng rõ ràng hơn nhiều so với đoạn phim, vì vậy mọi người có thể dễ dàng nhìn thấy các hình nộm cao su.

### Trò lừa bịp đĩa bay năm 1967 ở Anh
Tháng 9 năm 1967, sáu 'đĩa bay' được đặt giữa cửa sông Thames và eo biển Bristol tại miền nam nước Anh. Những kẻ chơi khăm là những người học việc từ Cơ sở Máy bay Hoàng gia tại Farnborough. Trò lừa bịp này là một phần của Tuần lễ Rag của trường đại học và chỉ nhằm mục đích gây quỹ từ thiện.

### Vụ Roswell của Anh
Một mảnh kim loại nhỏ có chữ tượng hình được phát hiện vào năm 1957 tại Sipho Moor gần Scarborough, Bắc Yorkshire. Đường kính của nó chỉ là 16 inch. Hiện vật này từng được mệnh danh là "UFO thu nhỏ" và "Roswell của Anh", các chuyên gia cho rằng đây rất có thể là một trò lừa bịp.

## Trò lừa bịp nhìn thấy UFO
- Sự kiện đảo Maury (1947)
- Trò lừa bịp UFO Morristown (2009)

## Trò lừa bịp chụp ảnh

### Bức ảnh "người ngoài hành tinh" chụp tại Ilkley Moor (1987)
Một bức ảnh chụp trên Ilkley Moor ở Tây Yorkshire vào ngày 1 tháng 12 năm 1987, được cho là của người ngoài hành tinh. Tờ báo tiếng Anh Daily Star tuyên bố đã vạch trần đây là một trò lừa bịp trong ấn bản ngày 2 tháng 7 năm 1989: cho biết người ngoài hành tinh trong ảnh thực chất là một nhà môi giới bảo hiểm, không nghi ngờ gì rằng anh ta đang bị chụp ảnh khi đang đến thăm khách hàng của mình ở vùng ngoại ô và băng qua những ngọn đồi. Các nhà điều tra người Bỉ khi phân tích vụ việc đã tuyên bố  "mais comment imaginer que des enquêteurs expérimentés aient pu se laisser prendre à un aussi banal canular ou méprise" (Nhưng làm sao chúng ta có thể tưởng tượng rằng những tay điều tra viên có kinh nghiệm lại có thể bị một trò lừa bịp thông thường đánh lừa như vậy?).